# スティーブ・シェネル
ストゥヴ・シェネル（Steve Chainel、1983年9月6日 - ）は、フランス、ルミルモン出身の自転車競技（ロードレース、シクロクロス）選手。

## 来歴
2007年、オーベル93に加入。
2008年
- シルキュイ・ド・ロレーヌ 総合優勝 区間優勝
- シャトールー・クラシック・ド・ランドル 2位

2009年、Bbox ブイグテレコム（現在のチーム・ヨーロッパカー）に移籍。
- デ・パンネ3日間 (自転車レース) 総合9位

2010年
- デ・パンネ3日間 (自転車レース) 総合9位
- ドワルス・ドール・フラーンデレン 4位

2011年、FDJ（現在のFDJ.fr）に移籍。
- トロ・ブロ・レオン 4位

2012年
- ヘント〜ウェヴェルヘム 8位

2013年、AG2R・ラ・モンディアルに移籍。